# حرب الفنادق
حرب الفنادق هي حرب وقعت في فترة الحرب الأهلية اللبنانية من تاريخ 24 أكتوبر 1975 لحتى سنة 1976 حيث دارت اشتباكات ضارية وعنيفة وشرسة بين (طلائع الصاعقة الفلسطينية وقوات حركة فتح من جهة والجيش اللبناني ووقوات الأمن الداخلي اللبناني ومسلحين مليشيا نمور الأحرار من جهة أخرى) وتم تدمير معظم الفنادق.

## الخلفية
عندما وقعت حادثة التأبين تحركة قوات فتح إلى الساحل وحاولت السيطرة على معظم المناطق اللبنانية فوقع صدام بينها وبين الجيش اللبناني.

## الأحداث
تحركت قوات الصاعقة الفلسطينية وقوات فتح إلى منطقة الفنادق وخاضت اشتباكات عنيفة مع الجيش اللبناني وقامت القوات الفلسطينية بقصف منطقة الفنادق قصف صاروخي عنيف ودامت الحرب لمدة سنة وانتهت بسيطرة قوات فتح وقوات الصاعقة على منطقة الفنادق، وقدر عدد القتلى من جهة الفلسطينيين بـ 230 قتيل و 350 جريح أما قتلى الجيش اللبناني والامن الداخلي اللبناني ومليشيا نمور الأحرار ب 700 قتيل و 1500 جريح. وأصبحت منطفة الفنادق تحت السيطرة الفلسطينية.